# Юдит Чешская (королева Венгрии)
Юдитта Чешская (Юдифь Богемская; чеш. Judita Česká, Judita Přemyslovna, 1201, Прага — 2 июня 1230) — чешская принцесса из рода Пржемысловичей, дочь короля Чехии Пржемысла Оттокара I и Констанции Венгерской, жена герцога Каринтии Бернарда.

## Происхождение
Юдитта была старшей дочерью короля Чехии Пржемысла Оттокара I и его второй жены Констанции Венгерской. По отцовской линии она приходилась внучкой чешскому князю Владиславу II, участнику Второго крестового похода, получившему в 1158 году наследственный королевский титул от Фридриха Барбароссы за участие в его походах, и Юдитте Тюрингской. По материнской линии была внучкой короля Венгрии Белы III и антиохийской княжны Агнессы.

## Брак и дети
В 1213 году Юдитта вышла замуж за герцога каринтийского Бернарда. Средневековый хронист Иоанн из Виктринга, бывший капелланом и секретарём у Генриха Хорутанского, связывал их брак с романтической историей о любви с первого взгляда. 
За годы брака у Юдитты и Бернарда родилось четверо детей:
- Ульрих III
- Филипп
- Маргарита
- Бернард

Вероятно, Юдитта умерла при родах сына Бернарда в 1230 году.